# 야마모토 나오후미

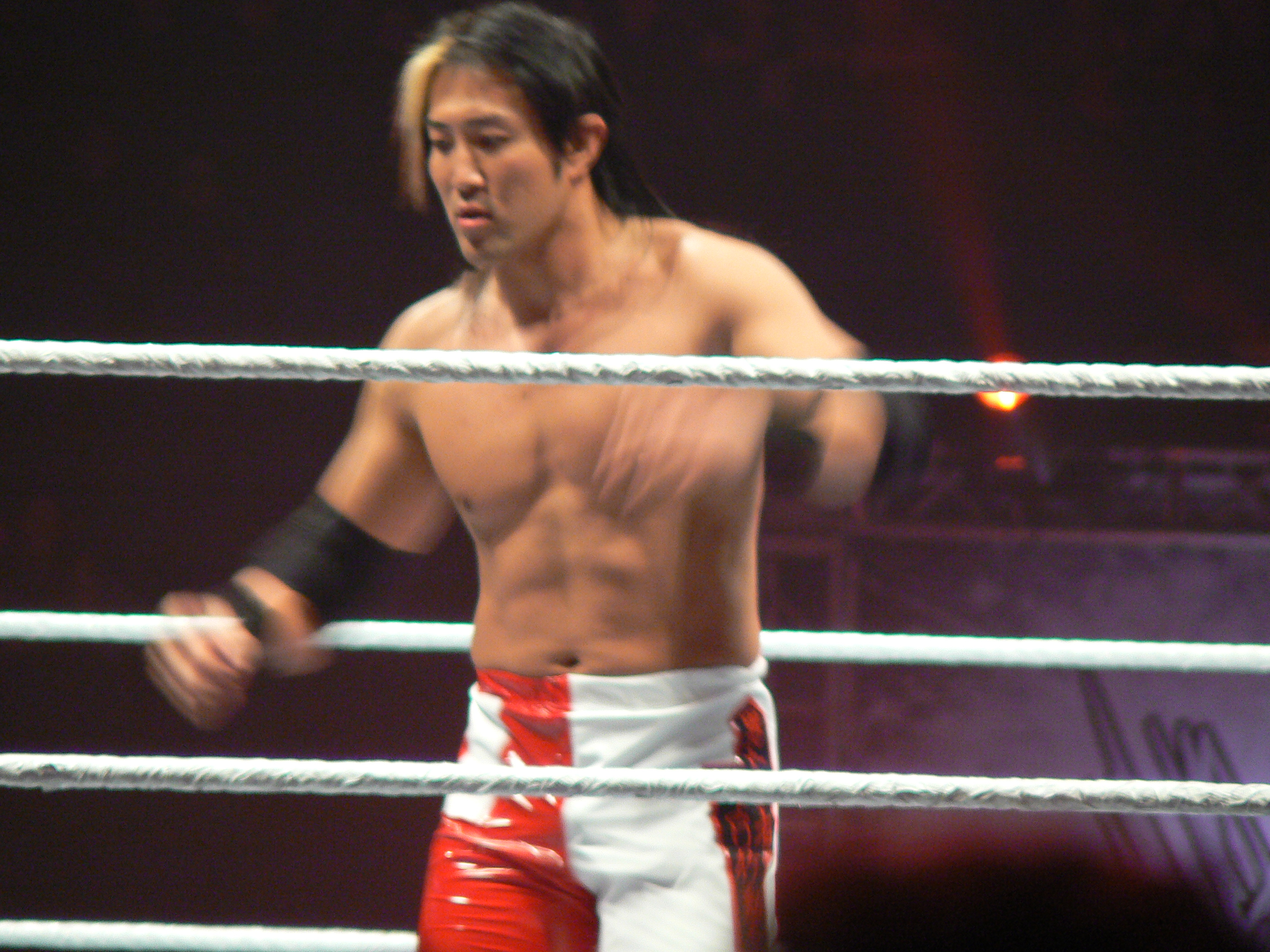

야마모토 나오후미(일본어: 山本尚史 1977년 7월 1일~)는 일본의 프로레슬링선수다. 현재 신일본 프로레슬링에서 WWE 시절 링네임인 요시 타츠(Yoshi Tatsu)라는 이름으로 활동 중이다. 신일본 프로레슬링 도장에서 2002년부터 2008년까지 활동한 바 있다. 키와 몸무게는 각각 186cm, 102kg이다.

## 인용
1. ↑  “프로필”. Online World of Wrestling. 2009년 7월 5일에 원본 문서에서 보존된 문서. 2009년 6월 30일에 확인함.